# Seznam poslanců Moravského zemského sněmu (1867)
Toto je seznam poslanců Moravského zemského sněmu ve volebním období od ledna do března 1867.
| Jméno                          | Kurie               | Volební obvod                                       | Strana                   | Poznámka |
| ------------------------------ | ------------------- | --------------------------------------------------- | ------------------------ | -------- |
| Aulich Robert                  | měst                | Uherské Hradiště, Ostroh, Bzenec, Veselí            |                          |          |
| Belcredi Egbert                | velkostatkářská     | I. sbor                                             | konz. velkostatkář       |          |
| Belrupt-Tissac Gustav          | velkostatkářská     | II. sbor                                            |                          |          |
| Berger Jan                     | venkovských obcí    | Uherský Brod, Valašské Klobouky, Vizovice           |                          |          |
| Brandl Vincenc                 | měst                | Nové Město, Žďár nad Sázavou, …                     |                          |          |
| Demel Benjamin                 | měst                | Kroměříž                                            |                          |          |
| Demel Jan Rudolf               | venkovských obcí    | Olomouc, Prostějov, Plumlov                         |                          |          |
| Esinger Franz                  | venkovských obcí    | Mikulov, Jaroslavice                                | ústavák                  |          |
| z Fürstenberka Arnošt Filip    | velkostatkářská     | II. sbor                                            | konz. velkostatkář       |          |
| z Fürstenberka Bedřich         | virilista           | olomoucký arcibiskup                                | konz. velkostatkář       |          |
| Fux Johann                     | venkovských obcí    | Znojmo, Vranov n. D., Mor. Budějovice               | pokrokář                 |          |
| Ganzwohl Josef                 | venkovských obcí    | Uh. Hradiště, Uh. Ostroh, Strážnice                 |                          |          |
| Giskra Karl                    | měst                | Brno                                                |                          |          |
| Gomperz Julius                 | obch. a živn. komor | brněnská komora                                     | pokrokář                 |          |
| Grübler Michael                | měst                | Znojmo                                              | pokrokář                 |          |
| Helcelet Jan                   | venkovských obcí    | Dačice, Telč, Jemnice                               | staročech                |          |
| Herberstein Jan Jindřich       | velkostatkářská     | II. sbor                                            |                          |          |
| Herring Ernst Johann           | obch. a živn. komor | brněnská komora                                     |                          |          |
| Honrichs na Wolfswarfennu Kuno | velkostatkářská     | I. sbor                                             |                          |          |
| Hopfen Franz von               | velkostatkářská     | II. sbor                                            | Strana středu            |          |
| Horecký Ludvík                 | měst                | Holešov, Hulín, Vsetín, Val. Meziříčí               |                          |          |
| Hranáč Antonín                 | měst                | Hustopeče, Hodonín, Slavkov, Dolní Kounice          |                          |          |
| Hubík Josef                    | venkovských obcí    | Kroměříž, Kojetín, Přerov, Zdounky                  |                          |          |
| Chlumecký Johann von           | velkostatkářská     | II. sbor                                            | ústavověrný velkostatkář |          |
| Illek Moritz                   | měst                | Uničov, Rýmařov                                     |                          |          |
| Jurajda Michal                 | venkovských obcí    | Val. Meziříčí, Rožnov, Vsetín                       |                          |          |
| Kafka Josef                    | měst                | Brno (I. okr.)                                      |                          |          |
| Kalivoda Jan                   | velkostatkářská     | II. sbor                                            |                          |          |
| Kallus Rudolf                  | venkovských obcí    | Mor. Ostrava, Místek, Frenštát                      |                          |          |
| Kianek František               | měst                | Dačice, Telč, Slavonice, Jemnice                    |                          |          |
| Kleveta Alois                  | venkovských obcí    | Vyškov, Bučovice, Slavkov                           |                          |          |
| Königsbrunn Artur              | velkostatkářská     | I. sbor                                             | konz. velkostatkář       |          |
| Kornyšl Josef Eduard           | venkovských obcí    | Hustopeče, Břeclav, Židlochovice, ...               |                          |          |
| z Kounic Albrecht              | velkostatkářská     | I. sbor                                             |                          |          |
| Kozánek Jan                    | venkovských obcí    | Kroměříž, Přerov, Kojetín, Zdounky                  |                          |          |
| Krejč Josef                    | měst                | Kyjov, Vyškov, Strážnice                            |                          |          |
| Kříž Karel                     | měst                | Třebíč, Vel. Meziříčí                               |                          |          |
| Kudielka Wenzel                | venkovských obcí    | Nový Jičín, Příbor, Fulnek                          |                          |          |
| Lahner Johann                  | měst                | Mikulov                                             |                          |          |
| Lachnit Jan                    | měst                | Boskovice, Jevíčko, Konice, Tišnov                  |                          |          |
| Lederer-Trattnern Artur        | velkostatkářská     | II. sbor                                            | konz. velkostatkář       |          |
| Lederer-Trattnern Karel Jan    | velkostatkářská     | II. sbor                                            | konz. velkostatkář       |          |
| Lichtblau Hans                 | venkovských obcí    | Šternberk, Rýmařov, Dvorce                          |                          |          |
| Lubich Hubert                  | venkovských obcí    | Zábřeh, Šilperk, Mohelnice                          |                          |          |
| Mandelblüh Franz               | měst                | Olomouc                                             |                          |          |
| Manner Michael Josef           | velkostatkářská     | II. sbor                                            |                          |          |
| Mathon František               | venkovských obcí    | Brno, Ivančice, Tišnov                              |                          |          |
| Mensdorff-Pouilly Alfons       | velkostatkářská     | II. sbor                                            |                          |          |
| Mezník Antonín                 | venkovských obcí    | Vel. Meziříčí, Třebíč, Jihlava                      |                          |          |
| Mitrovský Vladimír             | velkostatkářská     | II. sbor                                            |                          |          |
| Napp Cyril                     | velkostatkářská     | II. sbor                                            |                          |          |
| Nedopil Jakub                  | venkovských obcí    | Litovel, Uničov, Konice                             |                          |          |
| Novák Florián                  | měst                | Prostějov                                           |                          |          |
| Oberleithner Karl              | venkovských obcí    | Šumperk, Wiesenberk, Staré Město                    |                          | [ 1 ]    |
| Pecháček Matěj                 | měst                | Uh. Brod, Val. Klobouky, Vizovice, Zlín             |                          |          |
| Poche Adolf                    | venkovských obcí    | Mor. Krumlov, Náměšť, Hrotovice                     |                          |          |
| Pražák Alois                   | venkovských obcí    | Boskovice, Blansko, Kunštát                         |                          |          |
| Proskowetz Emanuel von         | obch. a živn. komor | olomoucká komora                                    |                          |          |
| Putz z Rolsbergu Max           | velkostatkářská     | II. sbor                                            |                          |          |
| Raschka Johann                 | měst                | Příbor, Fulnek, Frenštát                            |                          |          |
| Rittler Julius                 | měst                | Mor. Krumlov, Ivančice, Mor. Budějovice, Jaroměřice |                          |          |
| Salm-Reifferscheidt Hugo       | velkostatkářská     | I. sbor                                             | konz. velkostatkář       |          |
| Seilern-Aspang Josef           | velkostatkářská     | I. sbor                                             |                          |          |
| Seilern-Aspang Karel Maxmilian | velkostatkářská     | II. sbor                                            |                          |          |
| Serényi Alois                  | velkostatkářská     | II. sbor                                            |                          |          |
| Serényi Gabriel                | velkostatkářská     | II. sbor                                            |                          |          |
| Schaffgotsche Antonín Arnošt   | virilista           | brněnský biskup                                     |                          |          |
| Schaffgotsche Jan Josef        | velkostatkářská     | II. sbor                                            |                          |          |
| Schmidt Anton                  | obch. a živn. komor | olomoucká komora                                    |                          |          |
| Schneider Ferdinand            | měst                | Šumperk, Staré Město, Zábřeh                        | pokrokář                 |          |
| Siegl Dominik                  | obch. a živn. komor | olomoucká komora                                    |                          |          |
| Skene Alfred I.                | obch. a živn. komor | brněnská komora                                     |                          |          |
| Skopalík František             | venkovských obcí    | Holešov, Bystřice p. H., Napajedla                  | staročech                |          |
| Spiegel-Diesenberg Ferdinand   | velkostatkářská     | II. sbor                                            | konz. velkostatkář       |          |
| Steinbrecher Bruno             | měst                | Mohelnice, Loštice, Litovel, Huzová                 |                          |          |
| Steinbrecher Franz Sales       | měst                | Mor. Třebová, Svitavy, Březová                      |                          |          |
| Stillfried Filip               | velkostatkářská     | II. sbor                                            |                          |          |
| Straka Antonín                 | venkovských obcí    | Nové Město, Bystřice n. P., Žďár n. S.              |                          |          |
| Strass Karl van der            | měst                | Nový Jičín, Štramberk                               |                          |          |
| Sturm Eduard                   | měst                | Jihlava                                             |                          |          |
| Szábel Balthasar von           | měst                | Šternberk                                           |                          |          |
| Šírek Arnošt                   | velkostatkářská     | I. sbor                                             | konz. velkostatkář       |          |
| Šrom František Alois           | venkovských obcí    | Hranice, Libavá, Lipník                             |                          |          |
| Václavík František             | měst                | Hranice, Lipník, Kelč                               |                          |          |
| Vaněk Antonín                  | venkovských obcí    | Jihlava, Vel. Meziříčí, Třebíč                      |                          |          |
| Vetter Felix                   | velkostatkářská     | II. sbor                                            | Strana středu            |          |
| Viktorin Franz                 | venkovských obcí    | Mor. Třebová, Svitavy, Jevíčko                      |                          |          |
| Vojkovský z Vojkova Karel      | velkostatkářská     | II. sbor                                            |                          |          |
| Weber František                | venkovských obcí    | Kyjov, Hodonín, Ždánice                             |                          |          |
| Weeger Emil                    | měst                | Brno (IV. okr.)                                     |                          |          |
| Wenzliczke August              | venkovských obcí    | Brno                                                |                          |          |
| Widmann Adalbert               | velkostatkářská     | II. sbor                                            |                          |          |
| Widmann-Sedlnitzky Victor      | velkostatkářská     | II. sbor                                            |                          |          |
| Wrbna-Freudenthal Rudolf Eugen | velkostatkářská     | II. sbor                                            |                          |          |
| Wurm Ignát                     | měst                | Přerov, Kojetín, Tovačov                            |                          |          |
| Wurm Josef                     | venkovských obcí    | Hustopeče, Břeclav, Židlochovice, Klobouky u B.     |                          |          |
| Zaillner Innocenz              | venkovských obcí    | moravské enklávy                                    |                          |          |
| Zapletal z Luběnova František  | venkovských obcí    | Olomouc, Prostějov, Plumlov                         |                          |          |
| Zedník Florián                 | venkovských obcí    | Brno, Tišnov, Ivančice                              |                          |          |
| Zwierzina Hermann              | měst                | Mor. Ostrava, Místek, Brušperk                      |                          |          |